# Gaita galiziana
La gaita galiziana o gaita de fol è la cornamusa tradizionale utilizzata in Galizia (Spagna) e in Portogallo.
Il termine gaita è utilizzato in gallego, spagnolo, asturiano, e portoghese come termine generico per indicare la cornamusa.

## Storia
Esattamente come le Northumbrian smallpipe o la Great Highland bagpipe, ogni paese e regione attribuisce il suo toponimo al nome della rispettiva gaita: gaita gallega (Galizia), gaita transmontana (Trás-os-Montes), gaita asturiana (Asturie), gaita sanabresa (Sanabria), sac de gemecs (Catalogna), gaita de boto o gaita aragonesa (Aragona), ecc.
È possibile che il nome derivi da ghaita (scritto anche rhaita in Marocco e algaita in Nigeria), un oboe nordafricano simile alla zurna, il cui nome deriva da una parola araba che significa fattoria, ma potrebbe anche derivare da cornamuse dell'Est Europa che portano nomi simili, come gaida, gajda, e gajdy, ma la relazione linguistica, se c'è, tra questi strumenti è ancora poco chiara.
Infine, secondo l'interpretazione del famoso linguista Joan Corominas, il nome potrebbe derivare da una radice gotica, gaits o gata (capra), in quanto la sacca è fatta con la pelle di quest'animale. Infatti il gotico veniva parlato in Spagna fino all'VIII secolo a causa delle invasioni dei Visigoti.

## Struttura
La gaita si compone di una canna melodica conica ad ancia doppia, il chanter (punteiro) avente una nona circa di estensione, di un bordone cilindrico ad ancia semplice (roncòn) e di una seconda canna di bordone più acuta, detta ronqueta. Talvolta può aggiungersi un terzo bordone detto ronquillo.
Le tonalità tradizionali sono: DO (gaita grileira), Re e SI bemolle. Bande di gaite galiziane sono diventate molto popolari in questi ultimi anni. Lo stile tipico con cui si suonano questi strumenti è generalmente con due gaite nella stessa tonalità che suonano la melodia per terze o per seste.